# Felix Rosenqvist
Karl Felix Helmer Rosenqvist, mais conhecido como Felix Rosenqvist (Värnamo, 7 de novembro de 1991) é um automobilista sueco que atualmente compete na IndyCar Series pela equipe Meyer Shank Racing. Ele está na categoria desde 2019, ano em que estreou pela Chip Ganassi Racing, sendo o melhor novato do ano, e correu pela Arrow McLaren entre 2021 e 2023. Ele mantém o registro de ser o único piloto a vencer o Grande Prêmio de Macau (duas vezes), Masters de Fórmula 3 (duas vezes), Grande Prêmio de Pau e o Campeonato Europeu de Fórmula 3.

## Carreira

### Kart
Rosenqvist teve um início tardio no cartismo, dando seus primeiros passos aos treze anos.

### Fórmula Renault
Rosenqvist começou sua carreira em monopostos na Ásia, em 2007. O primeiro campeonato que participou foi o Asian Formula Renault Challenge, com a equipe March3 Racing, no qual ele venceu na corrida 1 da segunda rodada em Xangai, e terminou em quarto lugar. Em 2008, ele retornou à categoria na rodada dupla de Xangai, obtendo duas vitórias e ficando em oitavo. Rosenqvist também disputou a Fórmula Renault 2.0 Ásia de 2008, na qual se sagrou campeão com uma temporada dominante, vencendo dez corridas e estando no pódio em treze das quinze corridas daquele ano. E em 2009, Rosenqvist foi campeão tanto da Fórmula Renault 2.0 Sueca quanto da Fórmula Renault 2.0 NEZ, com mais duas campanhas dominantes.

### Fórmula 3

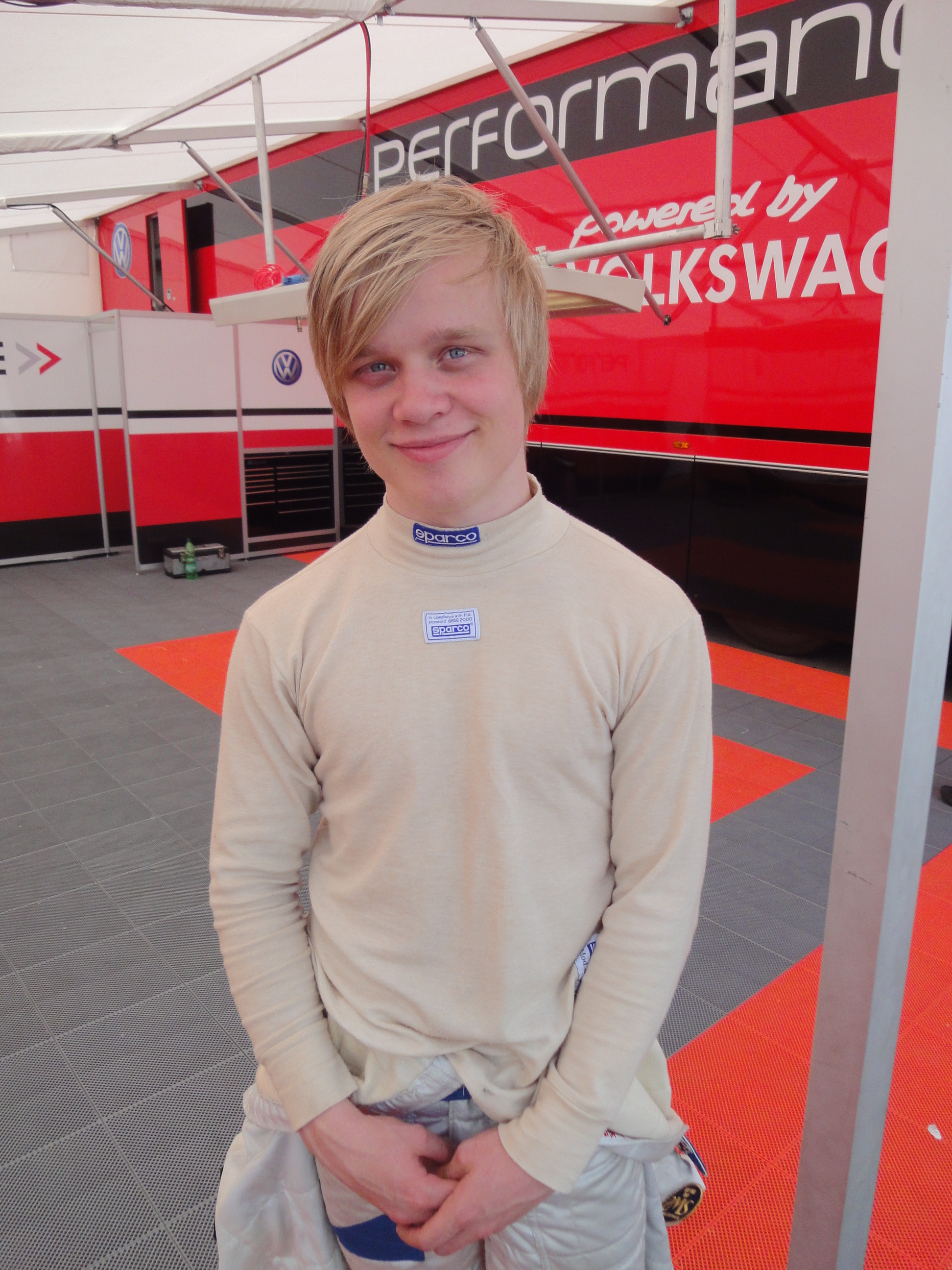
Rosenqvist em 2010

Em 2010, ele ficou em quinto lugar no Campeonato Alemão de Fórmula 3 com duas vitórias, oito pódios e uma pole position.
Em 2011, ele competiu na Fórmula 3 Euro Series com a equipe Mücke Motorsport, onde terminou em quinto com uma vitória, 10 pódios e cinco voltas mais rápidas, e venceu o Masters de Fórmula 3 em seu ano de estreia. Ele retornou à Euro Series no ano seguinte, ficando em quarto lugar, somando 212.5 pontos, mas perdendo para Pascal Wehrlein, que foi o campeão dos rookies e o segundo na classificação geral.

#### Fórmula 3 Europeia
Em 2012, ele seguiu na Mücke Motorsport para disputar o Campeonato Europeu de Fórmula 3, tendo como companheiro de equipe o alemão Pascal Wehrlein. Venceu quatro provas, varrendo a rodada dupla que encerrou o ano, e ficou em terceiro, superando seu companheiro Wehrlein por 13 pontos.
Rosenqvist continuou na Mücke no ano seguinte, perdendo por pouco o título da Fórmula 3 Europeia de 2013 para Raffaele Marciello, mas venceu o Masters of Formula 3 pela segunda vez na pole position.
Em seu quarto ano com a Mücke Motorsport, o sueco terminou em oitavo na F3 Europeia de 2014 em uma campanha decepcionante. Sua única vitória foi na corrida 3 do tradicional Grande Prémio de Pau, e ele só apareceu no pódio novamente em Hungaroring, com um terceiro lugar, finalizando o ano em oitavo, com 198 pontos.
Em 2015, ele mudou para a Prema Powerteam, correndo ao lado de Brandon Maïsano e de futuros nomes da Fórmula E, como Jake Dennis, Nick Cassidy e Maximilian Günther. O sueco acabou conquistando o título com 13 vitórias, 24 pódios, 17 pole positions e 518 pontos, com mais de cem pontos de vantagem para o vice-campeão Giovinazzi.

#### Grande Prêmio de Macau
Rosenqvist participou do Grande Prêmio de Macau sete vezes. Sua primeira incursão foi em 2010, onde terminou em nono depois de ter se classificado em sétimo em sua estreia com a equipe sueca/britânica Performance Racing. Ele retornou em 2011, mas não completou a prova por conta de um acidente. Em 2012, o sueco foi o segundo, ficando atrás apenas de António Félix da Costa e superando pilotos como Wehrlein, Carlos Sainz Jr. e Felipe Nasr. Na edição de 2013, o sueco começou a corrida na primeira fila, mas colidiu com Marciello e Pipo Derani e abandonou na primeira volta.

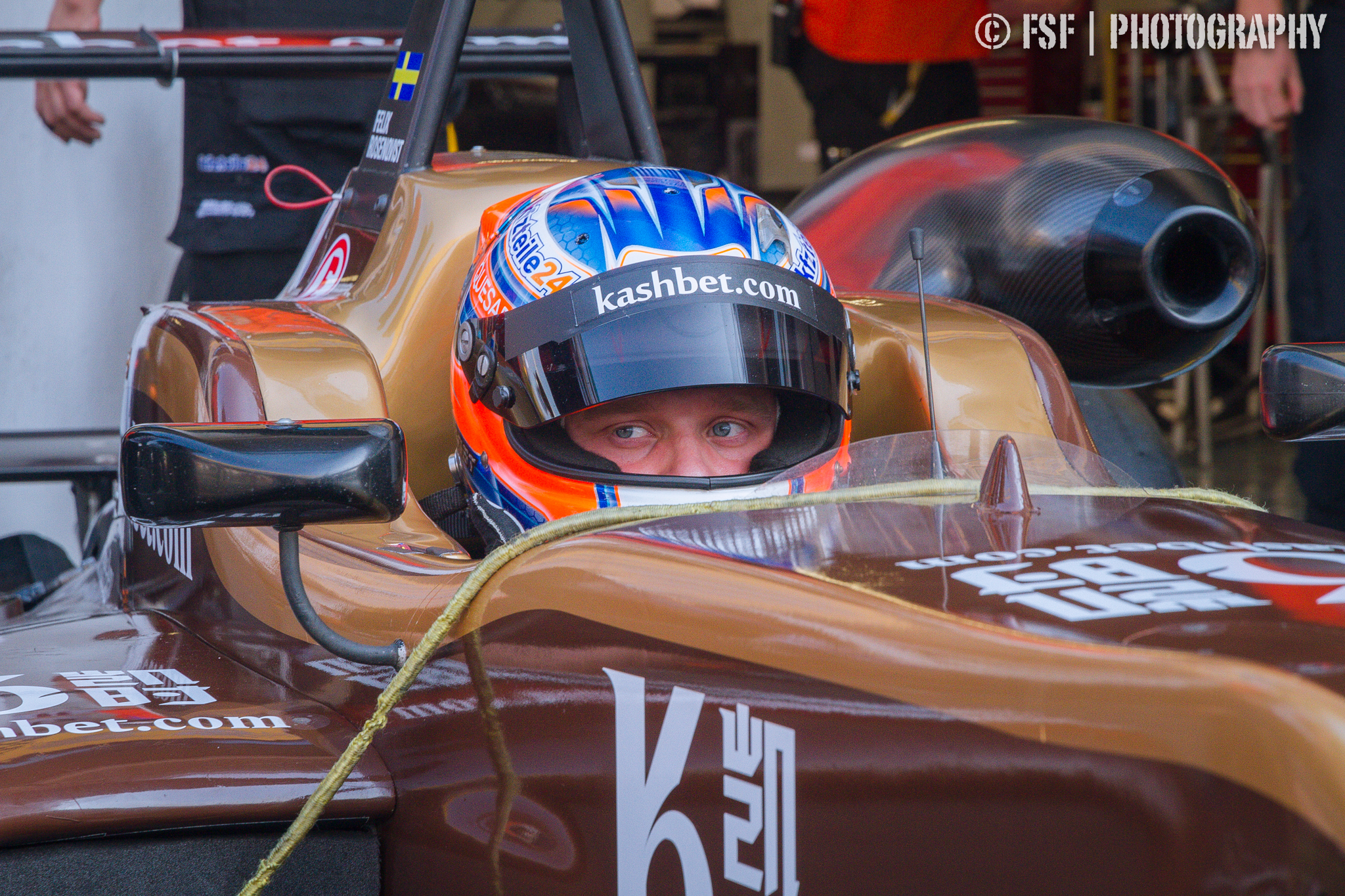
Rosenqvist durante o Grande Prêmio de Macau de 2014

Sua primeira vitória na tradicional prova de rua veio em 2014, com Rosenqvist saindo da pole position, à frente do companheiro de equipe Lucas Auer e de futuros nomes do automobilismo, como Max Verstappen, Esteban Ocon, Nick Cassidy e Antonio Giovinazzi. Ele conquistaria sua segunda vitória consecutiva no Grande Prêmio de Macau de 2015, novamente saindo da pole position e segurando a pressão de Charles Leclerc. Em 2016, Rosenqvist retornou para sua última participação na tradicional prova chinesa, sendo o segundo colocado e mais uma vez sendo desbancado por Da Costa.
A longa carreira de Felix Rosenqvist na Fórmula 3 e seus resultados em Macau significaram que ele se tornaria o piloto de F3 mais bem-sucedido de todos os tempos.

### Indy Lights
Em fevereiro de 2016, ele anunciou que competiria na série Indy Lights de 2016 pela Belardi Auto Racing, pois não conseguiu trazer o orçamento para um programa contínuo na GP2 Series com a Prema Powerteam. Rosenqvist correu ao lado de Zach Veach, competiu em apenas 10 das 18 corridas, já que ele teria compromissos conflitantes com seu programa de carros esportivos com a Mercedes-Benz na Europa, e nas rodadas que ficou fora, foi substituído pelo britânico James French. O sueco venceu na corrida 2 de St. Petersburg e nas duas corridas da rodada de Toronto, fechando o ano em 12º. Ele teve um teste bem-sucedido na IndyCar com a Chip Ganassi Racing no Mid-Ohio Sports Car Course, dizendo que ficaria feliz em retornar ao cenário de corrida americano mais tarde em sua carreira.

### GT Racing
Rosenqvist se juntou à Blancpain GT Series Sprint Cup de 2016 junto com o francês Tristan Vautier, pilotando um Mercedes-AMG GT3 para a equipe AKKA-ASP, onde juntos marcaram 1 vitória, 3 pódios em 10 corridas e terminaram em 7º na classificação geral. A mesma dupla, junto com Renger van der Zande, alinhou-se para as clássicas 24 Horas de Spa de 2016, onde alcançaram o 2º lugar depois que todos os carros da Mercedes-Benz receberam uma penalidade de parada e partida de 5 minutos. Em 2018, Rosenqvist participou de algumas corridas no Blancpain GT Series Endurance Cup.

### DTM
Rosenqvist começou 2016 como piloto reserva oficial, tendo continuado sua longa parceria com a Mercedes-Benz antes de ser promovido a uma vaga de corrida com um dos carros administrados pela ART Grand Prix após a saída de Esteban Ocon para a Manor Racing na Fórmula 1. Ele fez uma estreia impressionante em Moscou, onde terminou em 10º e marcou pontos em sua primeira corrida no Deutsche Tourenwagen Masters.

### Fórmula E

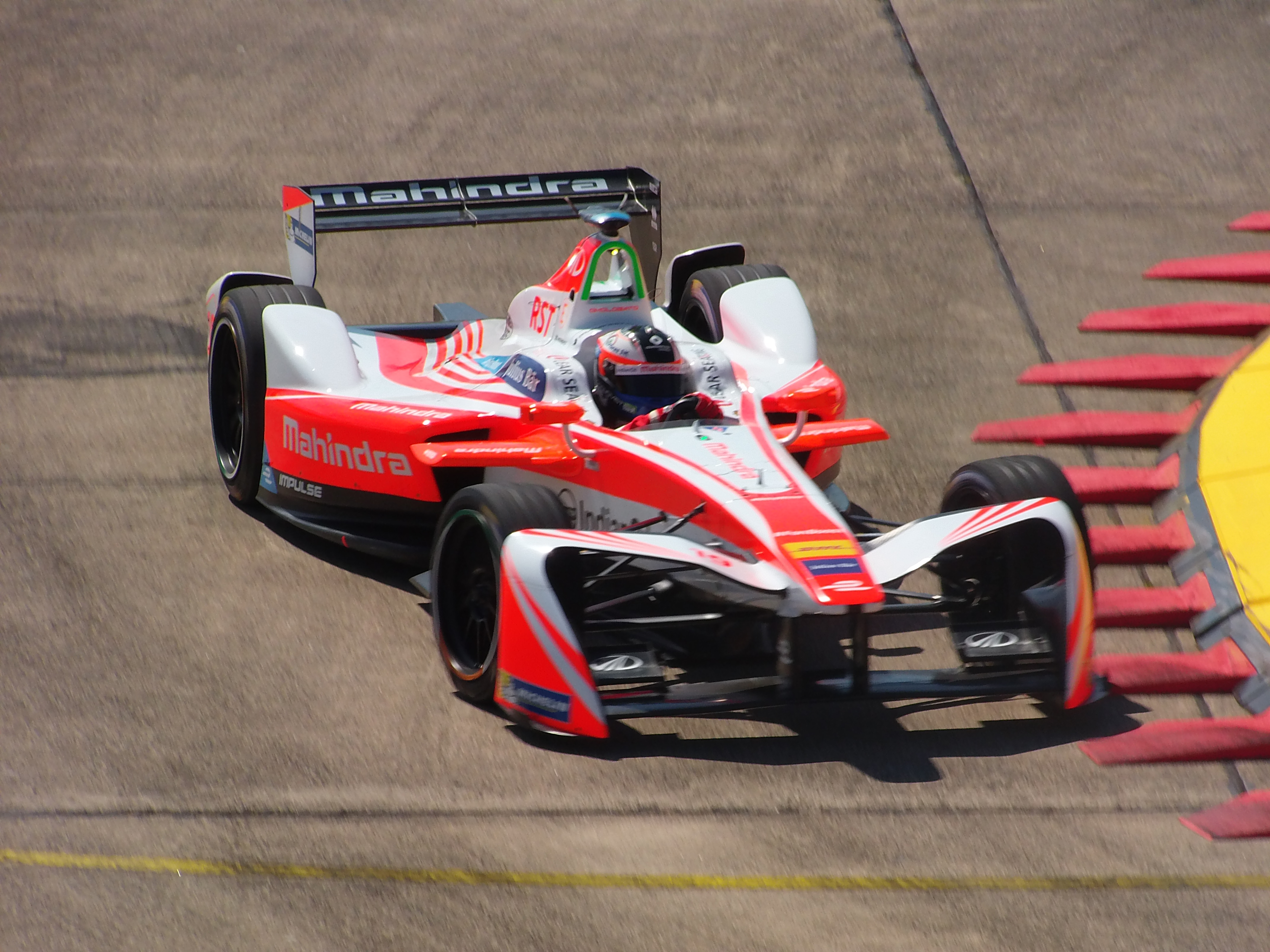
Rosenqvist pilotando o carro da Mahindra em Berlim em 2017

Em 22 de agosto de 2016, foi anunciado que Rosenqvist substituiria Bruno Senna e seria parceiro do ex-piloto de Fórmula 1 Nick Heidfeld na Mahindra Formula E Team para a temporada 2016-17 da Fórmula E. Em 10 de junho de 2017, ele venceu a primeira corrida no ePrix de Berlim. Seria a primeira vitória para ele, assim como para sua equipe, e Rosenqvist terminou o seu primeiro ano na categoria em terceiro, com 127 pontos, ficando atrás do vice Sébastien Buemi por 30 pontos e do campeão Lucas Di Grassi por 54 pontos.
Em 2017-18, Rosenqvist conquistou mais duas vitórias na corrida 2 de Hong Kong e na corrida de Maraquexe, que também foram seus únicos pódios na temporada. O sueco acumulou 96 pontos e foi o sexto colocado.
No final de 2018, ele fez sua última largada na Fórmula E com a Mahindra na etapa de Daria, antes de passar para a Indy Car Series.

### Super Fórmula Japonesa
Rosenqvist correu na Super Fórmula Japonesa na temporada de 2017 com a Team LeMans, a mesma equipe com a qual seu empresário Stefan Johansson correu na F2 japonesa em 1981. Ele conseguiu três pódios e foi o terceiro no campeonato, ficando atrás de Pierre Gasly, o vice, por 4,5 pontos e de Hiroaki Ishiura, o campeão, por 5 pontos.

### Corridas de resistência
Rosenqvist disputou duas corridas tradicionais de endurance: as 24 Horas de Daytona e as 24 Horas de Le Mans. Em Daytona, o sueco teve três participações: 2016, 2018 e 2024. Seu melhor resultado foi em 2018, quando correu pelo time Jackie Chan DCR JOTA ao lado de Robin Frijns, Daniel Juncadella e Lance Stroll, e ficou em 11º. Em Le Mans, Rosenqvist participou da edição de 2017, correndo com seu compatriota Henrik Hedman e com o britânico Ben Hanley em um Oreca 07 nº 21 da DragonSpeed na classe LMP2, ficando em 12º lugar.

### Super GT
Rosenqvist correu na Super GT na temporada de 2018 com a Team LeMans, a mesma equipe com a qual correu na SF Japonesa no ano anterior. Ele substituiu a posição de Andrea Caldarelli na equipe, correndo no Lexus LC500 número 6 juntamente com Kazuya Oshima. O duo conquistou um pódio com o segundo lugar em Chang e terminou o ano em décimo, com 41 pontos.

### IndyCar Series

#### Chip Ganassi
Rosenqvist assinou com a Chip Ganassi Racing para a IndyCar Series de 2019, correndo ao lado do veterano Scott Dixon e substituindo Ed Jones no carro de número 10. Ele ganhou o prêmio de Novato do Ano após fazer uma pole em Indianápolis, obter dois segundos lugares em Mid-Ohio e em Portland e  terminar em sexto na classificação geral, fazendo 425 pontos. Na temporada de 2020, Rosenqvist e Dixon ganharam a companhia de Marcus Ericsson, sueco como Felix, que vinha de cinco temporadas na Fórmula 1 e de uma temporada na Arrow Schmidt Peterson. Rosenqvist venceu sua primeira corrida na IndyCar em Road América, que foi também seu único pódio no ano. O sueco ficou em 11º, somando 306 pontos, e foi substituído por Álex Palou no final da temporada.

#### McLaren

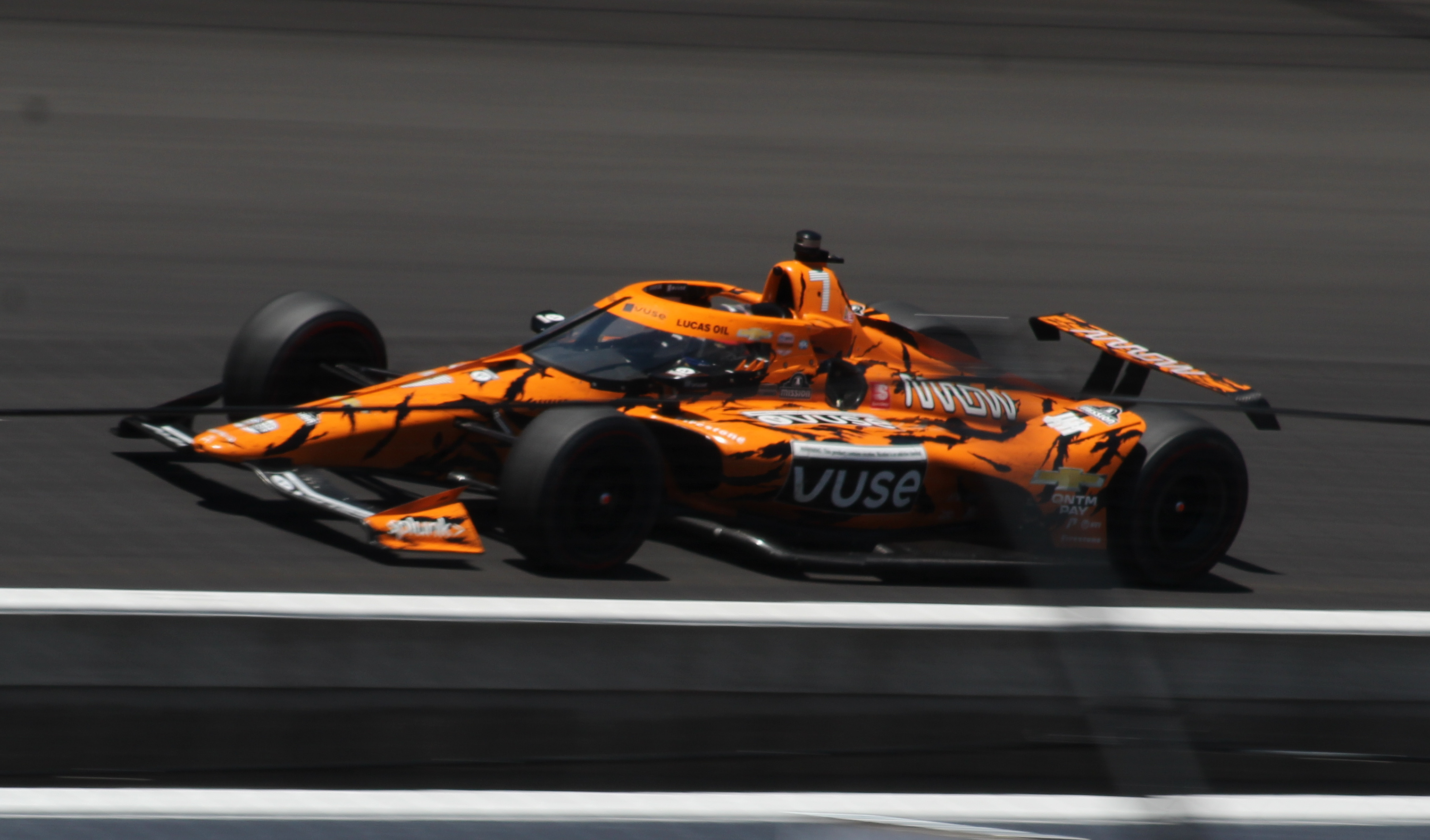
Rosenqvist pilotando pela Arrow McLaren SP nas 500 Milhas de Indianápolis de 2021

Em 13 de outubro de 2020, foi anunciado que Rosenqvist se juntaria à Arrow McLaren SP em 2021, substituindo Oliver Askew no bólido nº 7 da equipe e tendo o mexicano Pato O'Ward como companheiro.
Em 12 de junho de 2021, na primeira rodada dupla do fim de semana do GP de Detroit, Rosenqvist sofreu um forte acidente na volta 28, pois seu carro nº 7 da Arrow McLaren teve um acelerador preso e, como resultado, seu carro bateu forte no muro. Ele não sofreu nenhum ferimento grave, mas foi levado a um hospital no centro de Detroit para uma avaliação mais aprofundada. Rosenqvist recebeu alta do hospital no dia seguinte, mas não foi liberado para participar da segunda corrida de Detroit nem da rodada seguinte na Road America uma semana depois. Ele foi substituído nas referidas corridas por Oliver Askew e Kevin Magnussen, respectivamente, com Magnussen fazendo sua estreia na IndyCar. Seu melhor resultado do ano foi o sexto lugar em Portland, e Rosenqvist fechou o ano com 205 pontos, ficando na 21ª posição.

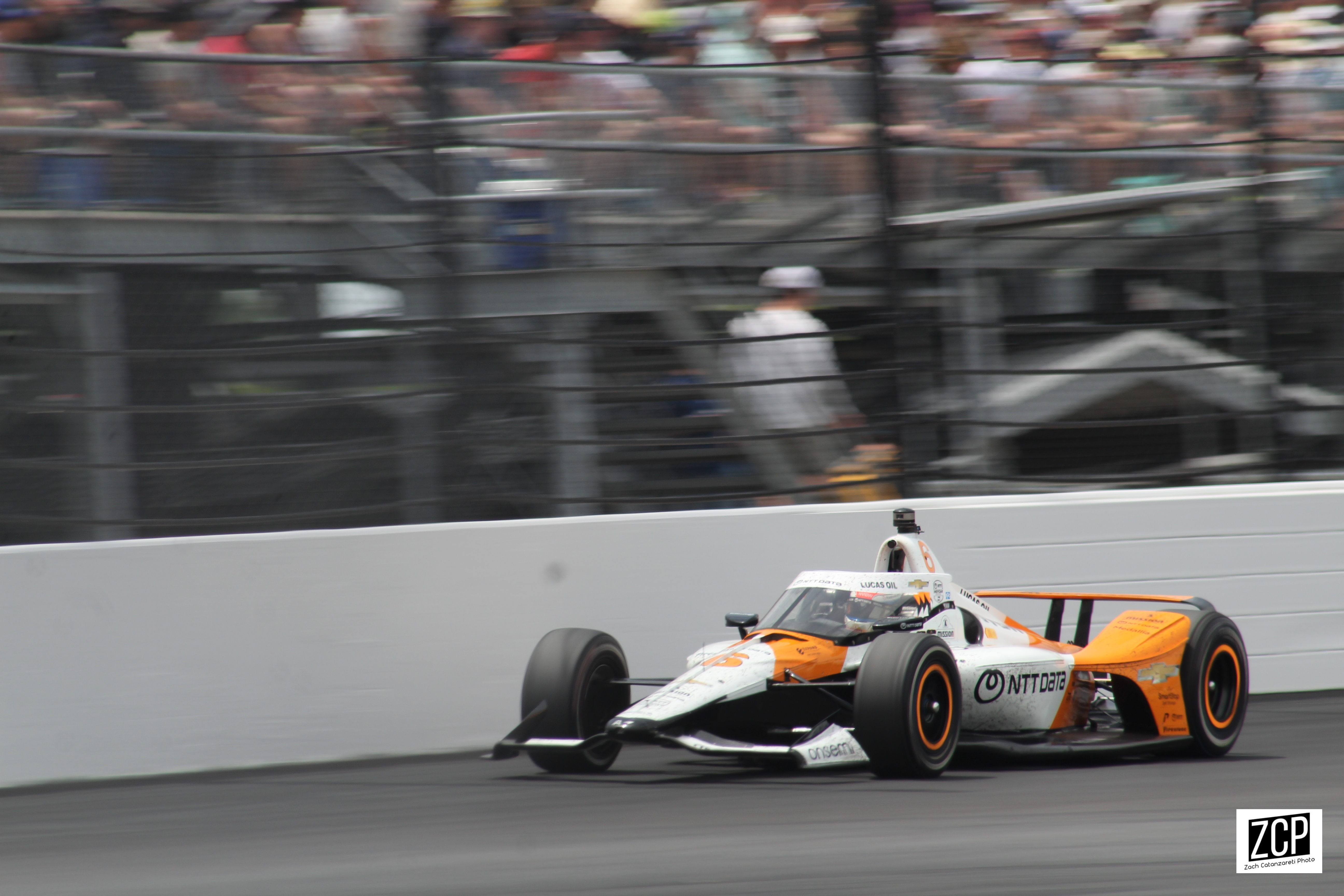
Rosenqvist durante as 500 Milhas de Indianápolis de 2023

Ele ficou na McLaren em 2022, fez mais duas poles e conquistou seu primeiro pódio com a equipe em Toronto, terminando a temporada em oitavo, com 393 pontos. Foi anunciado em setembro que ele também estaria pilotando pela equipe em 2023, e Rosenqvist e O'Ward ganharam a companhia do estadunidense Alexander Rossi. Rosenqvist conquistou três pole positions na temporada no Texas, no IMS Road Course e em Laguna Seca. No entanto, ele novamente não conseguiu vencer uma corrida pela Arrow McLaren, com seu melhor resultado na temporada sendo o segundo em Portland. Seu outro pódio na temporada foi o terceiro lugar em Detroit, e o sueco encerrou seu último ano na McLaren em 12º, com 324 pontos.

#### Meyer Shank
Em 5 de setembro de 2023, a Meyer Shank Racing anunciou que Rosenqvist pilotaria o Honda nº 60 a partir de 2024. No início da temporada, Rosenqvist liderou um aumento significativo no desempenho na Meyer Shank, começando perto da frente do grid em St. Petersburg e conquistando a pole em Long Beach, o último dos quais deu à MSR sua primeira pole position na IndyCar. Ele ainda faria outra pole em Alabama. Seu melhor resultado foi o terceiro lugar em The Thermal Club, prova extracampeonato, e ele ficou em 12º, somando 306 pontos.
Em 16 de setembro de 2024, foi confirmada a renovação do vínculo de Rosenqvist com a equipe para a temporada 2025.

## Vida Pessoal
Em 2023, Felix se tornou noivo de sua compatriota Emille Sutt, e em 2024, eles se casaram.

## Registro de corrida

### Resumo da carreira
| Temporada | Série                                      | Equipe                         | Corridas | Vitórias | Polos | Voltas/F | Pódios | Pontos | Posição |
| --------- | ------------------------------------------ | ------------------------------ | -------- | -------- | ----- | -------- | ------ | ------ | ------- |
| 2007      | Asian Fórmula Renault Challenge            | March3 Racing                  | 14       | 1        | 1     | 1        | 6      | 193    | 4º      |
| 2007      | Fórmula Renault 2.0 NEC                    | Trakstar Racing                | 2        | 0        | 0     | 0        | 0      | 0      | NC      |
| 2008      | Fórmula Renault 2.0 Ásia                   | March3 Racing                  | 13       | 10       | 8     | 5        | 12     | 215    | 1º      |
| 2008      | Desafio Asiático de Fórmula Renault        | March3 Racing                  | 2        | 2        | 0     | 1        | 2      | 60     | 8º      |
| 2008      | Fórmula Renault 2.0 Itália                 | Prema Powerteam                | 2        | 0        | 0     | 0        | 0      | 0      | NC      |
| 2009      | Fórmula Renault 2.0 Suécia                 | BS Motorsport                  | 14       | 6        | 6     | 3        | 13     | 115    | 1º      |
| 2009      | Fórmula Renault 2.0 NEZ                    | BS Motorsport                  | 10       | 3        | 2     | 1        | 9      | 193    | 1º      |
| 2009      | Fórmula Palmer Audi                        | PalmerSport                    | 3        | 2        | 0     | 2        | 2      | 48     | 21º     |
| 2010      | Fórmula 3 Alemã                            | Performance Racing             | 18       | 2        | 1     | 0        | 8      | 83     | 5º      |
| 2010      | Grande Prêmio de Macau                     | Performance Racing             | 1        | 0        | 0     | 0        | 0      | N/A    | 9º      |
| 2011      | Fórmula 3 Euro Series                      | Mücke Motorsport               | 27       | 1        | 0     | 5        | 10     | 219    | 5º      |
| 2011      | Masters of Formula 3                       | Mücke Motorsport               | 1        | 1        | 0     | 1        | 1      | N/A    | 1º      |
| 2011      | Grande Prêmio de Macau                     | Mücke Motorsport               | 1        | 0        | 0     | 0        | 0      | N/A    | DNF     |
| 2012      | Fórmula 3 Euro Series                      | Mücke Motorsport               | 24       | 4        | 3     | 3        | 9      | 212,5  | 4º      |
| 2012      | Fórmula 3 Europeia                         | Mücke Motorsport               | 20       | 4        | 3     | 3        | 7      | 192    | 3º      |
| 2012      | Masters of Formula 3                       | Mücke Motorsport               | 1        | 0        | 0     | 0        | 0      | N/D    | 9º      |
| 2012      | Grande Prêmio de Macau                     | Mücke Motorsport               | 1        | 0        | 0     | 0        | 1      | N/D    | 2º      |
| 2013      | Fórmula 3 Europeia                         | Mücke Motorsport               | 30       | 10       | 4     | 10       | 18     | 457    | 2º      |
| 2013      | Masters of Formula 3                       | Mücke Motorsport               | 1        | 1        | 1     | 1        | 1      | N/D    | 1º      |
| 2013      | Grande Prêmio de Macau                     | Mücke Motorsport               | 1        | 0        | 0     | 0        | 0      | N/D    | DNF     |
| 2014      | Fórmula 3 Europeia                         | Mücke Motorsport               | 33       | 1        | 1     | 3        | 2      | 198    | 8º      |
| 2014      | Grande Prêmio de Macau                     | Mücke Motorsport               | 1        | 1        | 1     | 0        | 1      | N/A    | 1º      |
| 2014      | Fórmula Acceleration 1                     | Equipe de Aceleração da Suécia | 4        | 2        | 1     | 2        | 3      | 73     | 5º      |
| 2015      | Fórmula 3 Europeia                         | Prema Powerteam                | 33       | 13       | 16    | 13       | 24     | 518    | 1º      |
| 2015      | Grande Prêmio de Macau                     | Prema Powerteam                | 1        | 1        | 1     | 1        | 1      | N/D    | 1º      |
| 2016      | Indy Lights                                | Belardi Auto Racing            | 10       | 3        | 3     | 3        | 3      | 185    | 12º     |
| 2016      | Blancpain GT Series Sprint Cup             | AKKA ASP                       | 10       | 1        | 1     | 1        | 3      | 51     | 7º      |
| 2016      | Blancpain GT Series Endurance Cup          | AKKA ASP                       | 1        | 0        | 0     | 0        | 1      | 18     | 23º     |
| 2016      | Intercontinental GT Challenge              | AMG – Equipe AKKA ASP          | 1        | 1        | 0     | 0        | 1      | 25     | 7º      |
| 2016      | Deutsche Tourenwagen Masters               | Mercedes-Benz DTM Team ART     | 8        | 0        | 0     | 0        | 0      | 5      | 25º     |
| 2016      | ADAC GT Masters                            | AMG – Team Zakspeed            | 2        | 0        | 0     | 0        | 0      | 13     | 37º     |
| 2016      | IMSA SportsCar – PC                        | Starworks Motorsport           | 1        | 0        | 0     | 0        | 0      | 1      | 31º     |
| 2016      | Grande Prêmio de Macau                     | Prema Powerteam                | 1        | 0        | 0     | 1        | 1      | N/A    | 2º      |
| 2016–17   | Fórmula E                                  | Mahindra Racing                | 12       | 1        | 3     | 2        | 5      | 127    | 3º      |
| 2017      | Super Fórmula Japonesa                     | SUNOCO Team LeMans             | 7        | 0        | 0     | 2        | 3      | 28,5   | 3º      |
| 2017      | Porsche Carrera Cup Escandinávia           | Mtech Competition              | 4        | 3        | 4     | 3        | 3      | 0      | NC†     |
| 2017      | 24 Horas de Le Mans – LMP2                 | DragonSpeed – 10 Star          | 1        | 0        | 0     | 0        | 0      | N/D    | 12º     |
| 2017      | Copa do Mundo FIA GT                       | Scuderia Corsa                 | 0        | 0        | 0     | 0        | 0      | N/D    | DNS     |
| 2017–18   | Fórmula E                                  | Mahindra Racing                | 12       | 2        | 3     | 1        | 2      | 96     | 6º      |
| 2018      | Super GT                                   | Lexus Team LeMans Wako's       | 7        | 0        | 0     | 0        | 1      | 41     | 10º     |
| 2018      | IMSA SportsCar – Protótipo                 | Jackie Chan DCR JOTA           | 1        | 0        | 0     | 0        | 0      | 20     | 55º     |
| 2018      | Blancpain GT Series Endurance Cup          | RAM Racing                     | 1        | 0        | 0     | 0        | 0      | 0      | NC      |
| 2018      | Blancpain GT Series Endurance Cup – Pro-Am | RAM Racing                     | 1        | 0        | 1     | 0        | 0      | 5      | 24º     |
| 2018      | Porsche Supercup                           | Dr. Ing h. c. F. Porsche AG    | 1        | 0        | 0     | 0        | 0      | 0      | NC†     |
| 2018–19   | Fórmula E                                  | Mahindra Racing                | 1        | 0        | 0     | 0        | 0      | 0      | 25º     |
| 2019      | IndyCar Series                             | Chip Ganassi Racing            | 17       | 0        | 1     | 0        | 2      | 425    | 6º      |
| 2020      | IndyCar Series                             | Chip Ganassi Racing            | 14       | 1        | 0     | 2        | 1      | 306    | 11º     |
| 2021      | IndyCar Series                             | Arrow McLaren SP               | 14       | 0        | 0     | 0        | 0      | 205    | 21º     |
| 2021      | Porsche Carrera Cup Escandinávia           | Porsche Experience Racing      | 2        | 0        | 1     | 0        | 2      | 38     | 14º     |
| 2022      | IndyCar Series                             | Arrow McLaren SP               | 17       | 0        | 2     | 0        | 1      | 393    | 8º      |
| 2022      | Porsche Carrera Cup Escandinávia           | Porsche Experience Racing      | 2        | 0        | 1     | 0        | 0      | 8      | 25º     |
| 2023      | IndyCar Series                             | Arrow McLaren                  | 17       | 0        | 2     | 1        | 2      | 324    | 12º     |
| 2024      | IndyCar Series                             | Meyer Shank Racing             | 10       | 0        | 1     | 0        | 1      | 306    | 12º     |
| 2024      | IMSA SportsCar - LMP2                      | United Autosports USA          | 1        | 0        | 0     | 0        | 0      | 226    | 55º     |
| 2025      | IndyCar Series                             | Meyer Shank Racing             | 0        | 0        | 0     | 0        | 0      | 0      | ?*      |

† Como Rosenqvist era um piloto convidado, ele não estava qualificado para pontos.

### Resultados completos na Fórmula 3 Europeia
| Ano  | Equipe           | Motor    | 1         | 2        | 3        | 4       | 5       | 6         | 7        | 8         | 9       | 10       | 11      | 12        | 13      | 14        | 15      | 16      | 17       | 18       | 19      | 20      | 21      | 22      | 23        | 24        | 25       | 26      | 27        | 28      | 29      | 30        | 31      | 32      | 33      | DC | Pontos |
| ---- | ---------------- | -------- | --------- | -------- | -------- | ------- | ------- | --------- | -------- | --------- | ------- | -------- | ------- | --------- | ------- | --------- | ------- | ------- | -------- | -------- | ------- | ------- | ------- | ------- | --------- | --------- | -------- | ------- | --------- | ------- | ------- | --------- | ------- | ------- | ------- | -- | ------ |
| 2012 | Mücke Motorsport | Mercedes | HOC 1 3   | HOC 2 3  | PAU 1 4  | PAU 2 6 | BRH 1 7 | BRH 2 Ret | RBR 1 9  | RBR 2 11  | NOR 1 6 | NOR 2 14 | SPA 1 9 | SPA 2 Ret | NÜR 1 4 | NÜR 2 Ret | ZAN 1   | ZAN 2 4 | VAL 1 13 | VAL 2 1  | HOC 1   | HOC 2 1 |         |         |           |           |          |         |           |         |         |           |         |         |         | 3º | 192    |
| 2013 | Mücke Motorsport | Mercedes | MNZ 1 Ret | MNZ 2 4  | MNZ 3 11 | SIL 1 3 | SIL 2 1 | SIL 3 2   | HOC 1 8  | HOC 2 10  | HOC 3 1 | BRH 1 4  | BRH 2 5 | BRH 3     | RBR 1   | RBR 2 1   | RBR 3 1 | NOR 1 2 | NOR 2    | NOR 3 1  | NÜR 1 3 | NÜR 2 9 | NÜR 3 5 | ZAN 1 2 | ZAN 2 1   | ZAN 3 1   | VAL 1 10 | VAL 2 9 | VAL 3 6   | HOC 1   | HOC 2 1 | HOC 3 2   |         |         |         | 2º | 457    |
| 2014 | Mücke Motorsport | Mercedes | SIL 1 9   | SIL 2 14 | SIL 3 7  | HOC 1 5 | HOC 2 7 | HOC 3 Ret | PAU 1 14 | PAU 2 Ret | PAU 3 1 | HUN 1 3  | HUN 2 4 | HUN 3 17  | SPA 1 7 | SPA 2 4   | SPA 3 9 | NOR 1 6 | NOR 2 6  | NOR 3 11 | MSC 1 8 | MSC 2 7 | MSC 3 5 | RBR 1 4 | RBR 2 Ret | RBR 3 Ret | NÜR 1 8  | NÜR 2 7 | NÜR 3 Ret | IMO 1 4 | IMO 2 9 | IMO 3 Ret | HOC 1 5 | HOC 2 6 | HOC 3 4 | 8º | 198    |
| 2015 | Prema Powerteam  | Mercedes | SIL 1     | SIL 2 7  | SIL 3 12 | HOC 1 2 | HOC 2 1 | HOC 3 2   | PAU 1 14 | PAU 2 5   | PAU 3 6 | MNZ 1    | MNZ 2 1 | MNZ 3 1   | SPA 1 2 | SPA 2 Ret | SPA 3 5 | NOR 1 3 | NOR 2 17 | NOR 3 13 | ZAN 1 2 | ZAN 2 1 | ZAN 3   | RBR 1 2 | RBR 2 1   | RBR 3 2   | ALG 1 3  | ALG 2 1 | ALG 3 1   | NÜR 1   | NÜR 2 1 | NÜR 3 1   | HOC 1 3 | HOC 2 3 | HOC 3 1 | 1º | 518    |

#### Resultados completos do Grande Prêmio de Macau
| Ano  | Equipe             | Carro        | Classificação | C.C. | C.P. |
| ---- | ------------------ | ------------ | ------------- | ---- | ---- |
| 2010 | Performance Racing | Dallara F308 | 8º            | 11º  | 9º   |
| 2011 | Mücke Motorsport   | Dallara F308 | 8º            | 21º  | DNF  |
| 2012 | Mücke Motorsport   | Dallara F312 | 4º            | 2º   | 2º   |
| 2013 | Mücke Motorsport   | Dallara F312 | 2º            | 2º   | DNF  |
| 2014 | Mücke Motorsport   | Dallara F312 | 1º            | 1º   | 1º   |
| 2015 | Prema Powerteam    | Dallara F315 | 1º            | 1º   | 1º   |
| 2016 | Prema Powerteam    | Dallara F315 | 8º            | 6º   | 2º   |

### Resultados completos da Fórmula E
(Chave (Corridas em negrito indicam a pole position; corridas em itálico indicam a volta mais rápida)
| Ano     | Equipe          | Chassi        | Trem de força      | 1       | 2     | 3      | 4       | 5       | 6     | 7       | 8     | 9      | 10     | 11     | 12    | 13  | Pos. | Pontos |
| ------- | --------------- | ------------- | ------------------ | ------- | ----- | ------ | ------- | ------- | ----- | ------- | ----- | ------ | ------ | ------ | ----- | --- | ---- | ------ |
| 2016–17 | Mahindra Racing | Spark SRT01-e | Mahindra M3Electro | HKG 15  | MRK 3 | BUE 18 | MEX 16† | MCO 6   | PAR 4 | BER 1   | BER 2 | NYC 15 | NYC 2  | MTL 9  | MTL 2 |     | 3º   | 127    |
| 2017–18 | Mahindra Racing | Spark SRT01-e | Mahindra M4Electro | HKG 14  | HKG 1 | MRK 1  | SCL 4   | MEX Ret | PDE 5 | RME Ret | PAR 8 | BER 11 | ZUR 15 | NYC 14 | NYC 5 |     | 6º   | 96     |
| 2018–19 | Mahindra Racing | Spark SRT05e  | Mahindra M5Electro | ADR Ret | MRK   | SCL    | MEX     | HKG     | SYX   | RME     | PAR   | MCO    | BER    | BRN    | NYC   | NYC | NC   | 0      |

† O piloto não terminou a corrida, mas foi classificado por ter completado mais de 90% da distância da corrida.

### Resultados completos da IndyCar Series
| Ano  | Equipe              | Chassi       | Nº | Motor     | 1      | 2      | 3      | 4      | 5      | 6       | 7       | 8      | 9      | 10     | 11     | 12     | 13     | 14     | 15     | 16     | 17     | 18     | Pos. | Pts. |
| ---- | ------------------- | ------------ | -- | --------- | ------ | ------ | ------ | ------ | ------ | ------- | ------- | ------ | ------ | ------ | ------ | ------ | ------ | ------ | ------ | ------ | ------ | ------ | ---- | ---- |
| 2019 | Chip Ganassi Racing | Dallara DW12 | 10 | Honda     | STP 4  | COA 23 | ALA 10 | LBH 10 | IMS 8  | INDY 28 | DET 4   | DET 16 | TXS 12 | RDA 6  | TOR 5  | IOW 14 | MDO 2  | POC 22 | GTW 11 | POR 2  | LAG 5  |        | 6º   | 425  |
| 2020 | Chip Ganassi Racing | Dallara DW12 | 10 | Honda     | TXS 20 | IMS 15 | ROA 18 | ROA 1  | IOW 14 | IOW 15  | INDY 12 | GTW 8  | GTW 7  | MDO 6  | MDO 22 | IMS 5  | IMS 11 | STP 18 |        |        |        |        | 11º  | 306  |
| 2021 | Arrow McLaren SP    | Dallara DW12 | 7  | Chevrolet | ALA 21 | STP 12 | TXS 13 | TXS 16 | IMS 17 | INDY 27 | DET 25  | DET    | ROA    | MDO 23 | NSH 8  | IMS 13 | GTW 16 | POR 6  | LAG 19 | LBH 13 |        |        | 21º  | 205  |
| 2022 | Arrow McLaren SP    | Dallara DW12 | 7  | Chevrolet | STP 17 | TXS 21 | LBH 11 | ALA 16 | IMS 6  | INDY 4  | DET 10  | ROA 6  | MDO 27 | TOR 3  | IOW 26 | IOW 7  | IMS 9  | NSH 7  | GTW 16 | POR 10 | LAG 4  |        | 8º   | 393  |
| 2023 | Arrow McLaren       | Dallara DW12 | 6  | Chevrolet | STP 19 | TXS 26 | LBH 7  | ALA 9  | IMS 5  | INDY 27 | DET 3   | ROA 20 | MDO 25 | TOR 10 | IOW 13 | IOW 4  | NSH 22 | IMS 27 | GTW 8  | POR 2  | LAG 19 |        | 12º  | 324  |
| 2024 | Meyer Shank Racing  | Dallara DW12 | 60 | Honda     | STP 5  | THE 3  | LBH 9  | ALA 4  | IMS 10 | INDY 27 | DET 8   | ROA 14 | LAG 11 | MDO 14 | IOW 13 | IOW 26 | TOR 23 | GTW 6  | POR 14 | MIL 13 | MIL 11 | NSH 27 | 12º  | 306  |
| 2025 | Meyer Shank Racing  | Dallara DW12 | 60 | Honda     | STP    | THE    | LBH    | ALA    | IMS    | INDY    | DET     | GTW    | ROA    | MDO    | IOW    | IOW    | TOR    | LAG    | POR    | MIL    | NSH    |        | -    | 0    |

* Temporada em andamento.

#### Resultados completos nas 500 Milhas de Indianápolis
| Ano  | Chassi  | Motor     | Largada | Chegada | Equipe              |
| ---- | ------- | --------- | ------- | ------- | ------------------- |
| 2019 | Dallara | Honda     | 29      | 28      | Chip Ganassi Racing |
| 2020 | Dallara | Honda     | 14      | 12      | Chip Ganassi Racing |
| 2021 | Dallara | Chevrolet | 14      | 27      | Arrow McLaren SP    |
| 2022 | Dallara | Chevrolet | 8       | 4       | Arrow McLaren SP    |
| 2023 | Dallara | Chevrolet | 3       | 27      | Arrow McLaren       |
| 2024 | Dallara | Honda     | 9       | 27      | Meyer Shank Racing  |